# Товопогол
Товопогол (нен. ) — посёлок в Приуральском районе Ямало-Ненецкого автономного округа России.

## География
Расположен на левом берегу Оби.
Расстояние до областного центра: Салехард 62 км.
Ближайшие населенные пункты: Аксарка 10 км, Харсаим 32 км.

## Население
| 1989 | 2002 | 2010 | 2021 |
| ---- | ---- | ---- | ---- |
| 180  | ↘167 | ↘109 | ↘85  |

## История
С 2005 до 2021 гг. входил в состав Аксарковского сельского поселения, упразднённого в 2021 году в связи с преобразованием муниципального района в муниципальный округ.

## Инфраструктура
Рыбацкое селение. Как рассказывали во ТВ ОГТРК «Ямал-Регион» в августе 2016 года, «некогда богатый рыбацкий поселок. Сегодня — несколько избушек и три рыбака»
Сельский дом культуры в 2016 году был поставлен на закрытие (Аргументы и Факты — Ямал, 16.06.2016)
Дети учатся в Аксарковской школе-интернате.